# Рачовци
Рачовци е село в Северна България. То се намира в община Трявна, област Габрово. Няма данни някога да е електрифицирано. Никога не е имало асфалтов път до селото. Обезлюдено е още преди 1989 г. поради липса на нормални условия за живот. Според фотографа Жоро Хаджиев е наричано „изгубеното село“.